# Larentia benedicta
Larentia benedicta är en fjärilsart som beskrevs av Edward Meyrick 1914. Larentia benedicta ingår i släktet Larentia och familjen mätare. Inga underarter finns listade i Catalogue of Life.